# Biblioteca Electrónica de Salud de Noruega
La Biblioteca de Salud Electrónica de Noruega (Helsebiblioteket.no),fue establecida  en el año  2006, es un servicio de conocimiento basado en la web financiado con fondos públicos que brinda a los trabajadores de la salud noruegos acceso a información profesional actualizada y herramientas de decisión clínica.  Proporcionar acceso gratuito a herramientas clínicas en el punto de atención, revistas electrónicas y bases de datos a través de suscripciones nacionales.
La biblioteca es única a nivel mundial al brindar acceso general a toda la población de un país a herramientas internacionales de puntos de atención y las revistas médicas internacionales más importantes. La Biblioteca de Salud Electrónica de Noruega brinda acceso a nuevas investigaciones, folletos para pacientes y pautas de las autoridades nacionales, así como pautas y procedimientos desarrollados por instituciones profesionales de renombre. La biblioteca incluye bibliotecas de temas sobre drogas, salud mental, intoxicaciones, garantía de calidad y salud pública.
La Biblioteca de Salud Electrónica de Noruega está financiada por el Presupuesto Nacional de Noruega. Está dirigido por el Instituto Noruego de Salud Pública.
Helsebiblioteket.no fue galardonada con el premio «Biblioteca del año 2011» por la Asociación de Bibliotecas de Noruega.
La Biblioteca de Salud Electrónica de Noruega es ampliamente utilizada por el personal de salud, los estudiantes y el personal en general.